# 이야기 종류 목록
이야기 종류는 이야기의 연구 속 린네 시대에 은유적으로 형성된 기간, 특히 1950년대 이후 문학 이론가들에게 분류 대상이 되고 있다.
이야기 종류는 다음과 같다:
- 감금 이야기 - 주인공은 촬영과 다른 문화와 자신의 경험을 설명한다
- 에픽 - 자주 영웅 또는 주인공에 대해 설명 긴 이야기시이다.
- 서사시 -시의 형태로 된 한 영웅의 긴 이야기
- 우화 - 종종 사람들처럼 행동하는 동물들을 등장시켜, 교훈을 주는 이야기
- 판타지 - 현실적이지 않은 세계에서 현실에서 일어날 수 없는 사건에 대한 이야기
- 민속 이야기 - 특정 문화와 관습을 보여주는 옛 이야기
- 역사 소설 - 몇 가지로 구성 자세한 내용 및 사건과, 역사에서 일어날 법한 사건에 대한 이야기
- 전설 - 주로 사실에 근거하지만 영웅에 대한 과장을 포함하는 이야기
- 신화 - 주로 삶과 자연의 신비를 설명하는 고대의 이야기
- 비선형 이야기 - 등장하는 사건들의 직접적인 인과 관계가 없는 이야기
- 소설 - 일반적으로 순차적 인 이야기의 형태로, 가상의 캐릭터와 이벤트를 설명하는 산문으로 된 일반적인 긴 이야기이다.
- 중편 소설 - 소설보다 단편 소설, 짧은보다 일반적으로 더 이상 산문 이야기, 소설, 기록됩니다.
- 희곡 - 무대에서 연극하기위한 목적으로 쓰인 대화를 통해 진행되는 이야기
- 탐구 이야기 - 문자는 목표를 달성해야합니다. 이는 일부 [[질병 이야기]의 포함
- 현실적 허구 - 설정 속 뿐만 아니라 실제 생활에서 일어날 수있는 사건을 묘사한 이야기
- 단편 소설 - 일반적으로 하나의 주제와 하나의 사건에 초점을 맞춘 간단한 이야기
- 황당 이야기 - 영웅의 업적을 과장하거나 불가능한 사건을 재미있게 알려주는 이야기
- 뉴스 - 대량의 고객에게 인쇄, 방송, 인터넷, 또는 입소문에 의해 제공되는 현재일어나고 있는 사건에 대한 정보
- 전기 - 한 사람의 삶의 상세한 설명이나 계정
- 자서전 - 화자 자신의 삶에 대한 상세한 설명 또는 계정.
- 비유 - 비유는 유익한 교훈이나 원리를 설명하는 간결한 산문 또는 운문. 주로 교훈적인 이야기이다

## 같이 보기
- 서지학
- 문학 기법
- 서술

### 인용
1. ↑  Stanzel, F. K. (1984). 《A theory of narrative》. Cambridge University Press. 1쪽. ISBN 978-0-521-31063-5.